# Ensemble scolaire Saint-Joseph La Salle (Toulouse)
 (novembre 2024).
Si vous disposez d'ouvrages ou d'articles de référence ou si vous connaissez des sites web de qualité traitant du thème abordé ici, merci de compléter l'article en donnant les références utiles à sa vérifiabilité et en les liant à la section « Notes et références ».
Pour les articles homonymes, voir Lycée Saint-Joseph.
L’ensemble scolaire Saint-Joseph La Salle est un établissement d'enseignement privé catholique sous contrat d'association avec l'État, situé au 85, rue de Limayrac à Toulouse. Il a été créé par les Frères des écoles chrétiennes au milieu du XIXe siècle.

## Histoire
En 1840, l'établissement est fondé par le frère Claude des Frères des écoles chrétiennes. Il appartient désormais au réseau La Salle France.

## Structure
Les structures d’accueil vont de l'école maternelle aux lycées d'enseignement général, technologique, professionnel, centre de formation et classes préparatoires.
Le collège comprend 9 classes par niveau, de la sixième à la troisième.
Le lycée général et technologique comporte :
- 8 classes de seconde générale
- 7 classes de première et de terminale générale
- 2 classes de première et terminale technologique (Sciences et technologies de l'industrie et du développement durable (STI2D)

Les BTS proposés sont :
- BTS électrotechnique ;
- BTS maintenance industrielle ;
- BTS industrialisation de produits mécaniques.

Le campus propose la classe préparatoire physique, technologie et sciences de l'ingénieur (PTSI) et la classe préparatoire physique et technologie (PT).

### Sport
L'établissement comprend un stade de 300 mètres, des terrains de football et de rugby, deux gymnases (avec terrains de handball, volley, badminton) ; une salle de tennis de table, un dojo, des terrains de basket et un mur d'escalade.

## Anciens élèves et enseignants

### Anciens élèves
- Clément Ader, pionnier de l'aviation[1]
- Jean-Luc Reichmann
- Jean-Pierre Mader

### Enseignants
- Éric de Rus[2], professeur de philosophie (depuis 2021).

## Pour approfondir